# APOBEC3C
APOBEC3C (англ. Apolipoprotein B mRNA editing enzyme catalytic subunit 3C) – білок, який кодується однойменним геном, розташованим у людей на короткому плечі 22-ї хромосоми.  Довжина поліпептидного ланцюга білка становить 190 амінокислот, а молекулярна маса — 22 826.
| 10         |  | 20         |  | 30         |  | 40         |  | 50         |
| ---------- |  | ---------- |  | ---------- |  | ---------- |  | ---------- |
| MNPQIRNPMK |  | AMYPGTFYFQ |  | FKNLWEANDR |  | NETWLCFTVE |  | GIKRRSVVSW |
| KTGVFRNQVD |  | SETHCHAERC |  | FLSWFCDDIL |  | SPNTKYQVTW |  | YTSWSPCPDC |
| AGEVAEFLAR |  | HSNVNLTIFT |  | ARLYYFQYPC |  | YQEGLRSLSQ |  | EGVAVEIMDY |
| EDFKYCWENF |  | VYNDNEPFKP |  | WKGLKTNFRL |  | LKRRLRESLQ |  |            |

A: Аланін

C: Цистеїн

D: Аспарагінова кислота

E: Глутамінова кислота

F: Фенілаланін

G: Гліцин

H: Гістидин

I: Ізолейцин

K: Лізин

L: Лейцин

M: Метіонін

N: Аспарагін

P: Пролін

Q: Глутамін

R: Аргінін

S: Серин

T: Треонін

V: Валін

W: Триптофан

Кодований геном білок за функцією належить до гідролаз. 
Задіяний у таких біологічних процесах як імунітет, вроджений імунітет, взаємодія хазяїн-вірус, антивірусний захист. 
Білок має сайт для зв'язування з іонами металів, іоном цинку. 
Локалізований у цитоплазмі, ядрі.